# La Voz Kids (programa de televisión colombiano)
La voz Kids es un talent show colombiano, basado en el concurso neerlandés The Voice Kids, que se emite por Caracol Televisión. Para cada temporada, cada uno de los 3 entrenadores cuenta con 27 concursantes, que compiten para ganar COL$ 300 000 000 y un contrato con Universal Music.
Su mayor índice de audiencia por capítulo de la primera temporada fue de 42 (hogares) y 18.8 (personas), convirtiéndose en el programa más visto del 2014 con un promedio de 16.7 de índice de audiencia en personas.
Los actuales ganadores son el grupo Carranga Kids, del equipo de Andrés Cepeda, el cual se convierte en el primer grupo en ganar este reality.

## Equipo del programa

### Presentadores
| Edición           | 1    | 2    | 3    | 4    | 5    | 6    | 7    |
| Año               | 2014 | 2015 | 2018 | 2019 | 2021 | 2022 | 2024 |
| ----------------- | ---- | ---- | ---- | ---- | ---- | ---- | ---- |
| Alejandro Palacio |      |      |      |      |      |      |      |
| Linda Palma       |      |      |      |      |      |      |      |
| Laura Tobón       |      |      |      |      |      |      |      |
| Laura Acuña       |      |      |      |      |      |      |      |
| Iván Lalinde      |      |      |      |      |      |      |      |

### Coaches
| Maluma   |
| Fanny Lu |
| Cepeda   |
| Yatra    |
| Jesús    |
| Natalia  |
| Nacho    |
| Kany     |
| Syntek   |
| Greeicy  |

Coaches Actuales
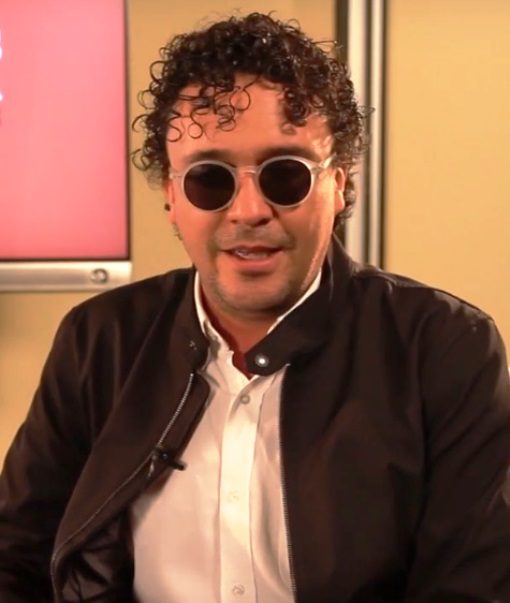
Andrés Cepeda (2014–presente)

Antiguos Coaches
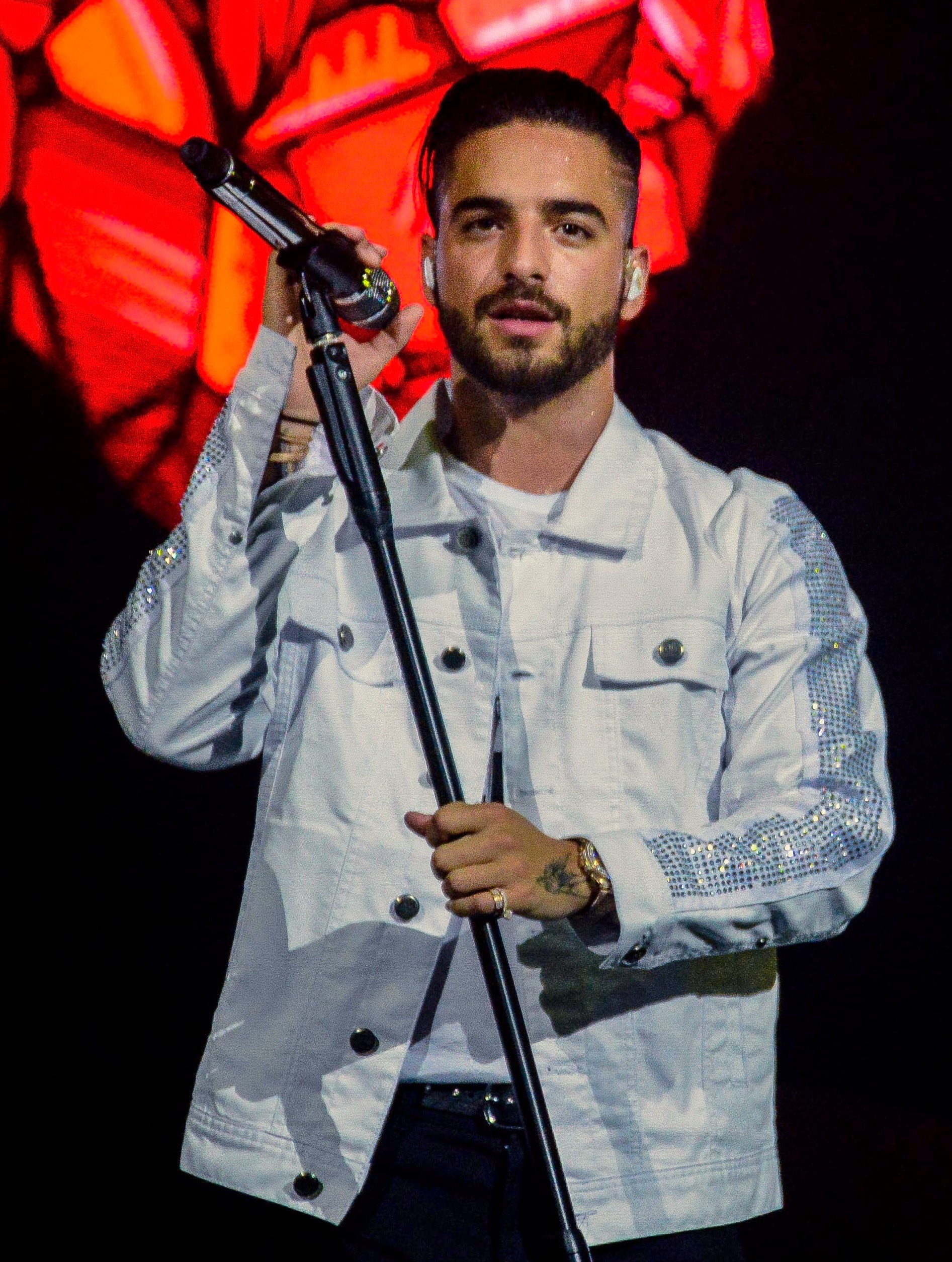
Maluma (2014-2015)
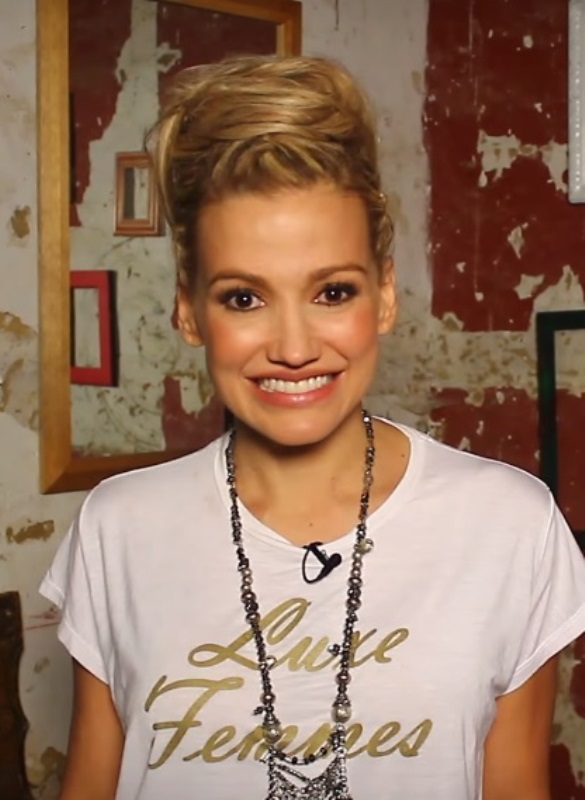
Fanny Lu (2014-2019)
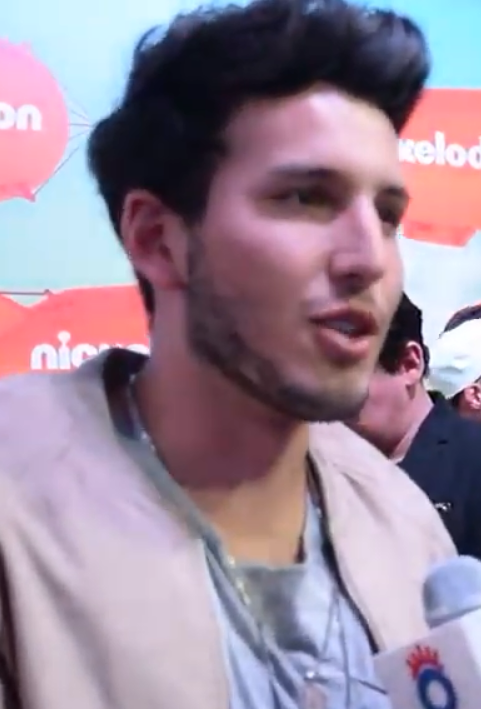
Sebastián Yatra (2018-2019)
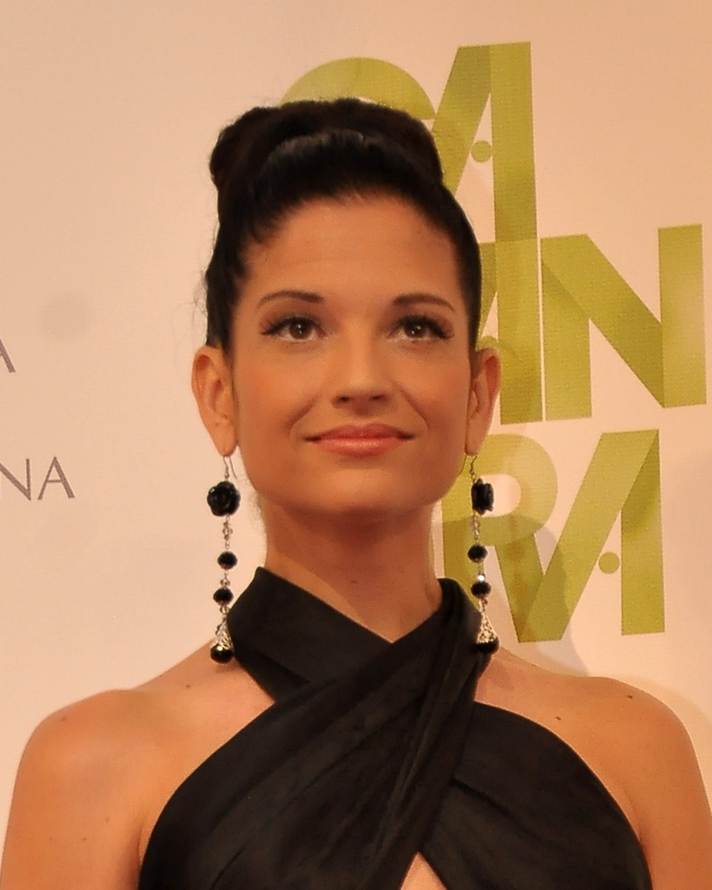
Natalia Jiménez (2021)
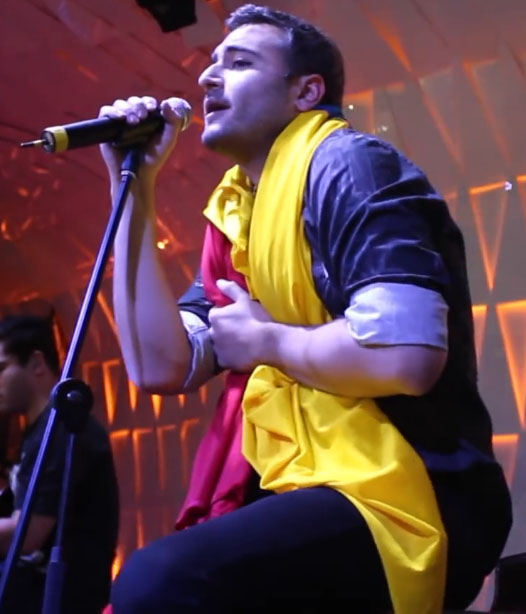
Jesús Navarro (2021)
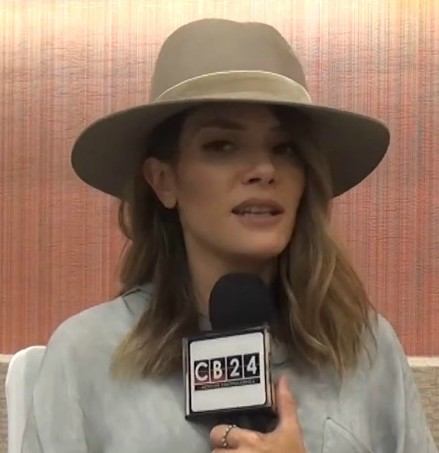
Kany García (2022)
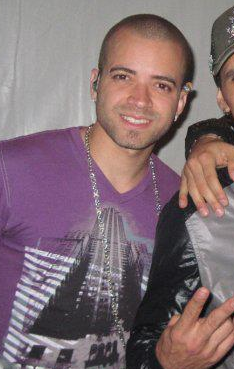
Nacho (2022)
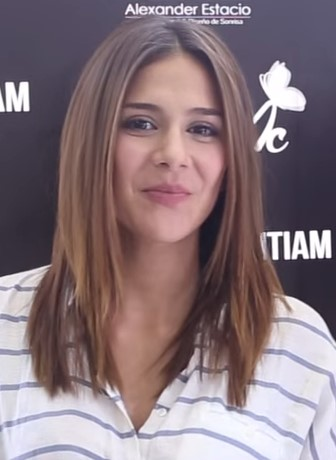
Greeicy (2024)
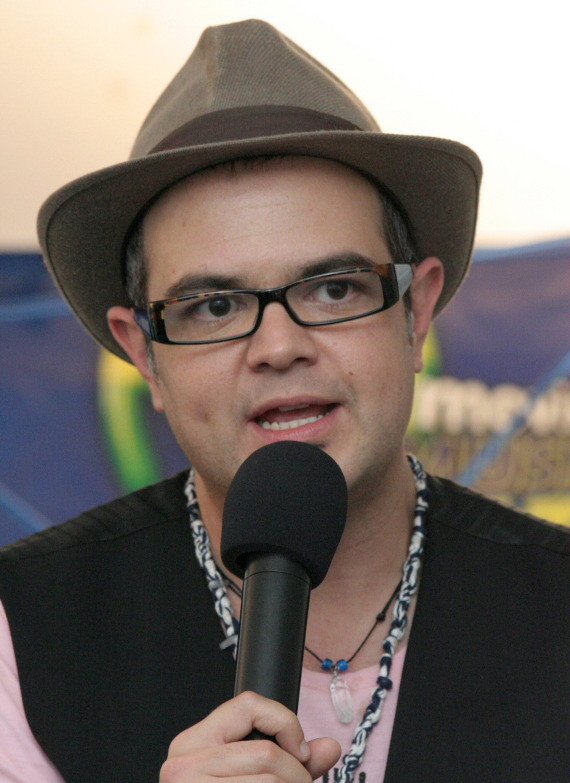
Aleks Syntek (2024)

### Asesores
| Temporada | Coaches          | Coaches         | Coaches               |
| 1         | Maluma           | Fanny Lu        | Andrés Cepeda         |
| --------- | ---------------- | --------------- | --------------------- |
| 1         | Pipe Bueno       | Shaila Dúrcal   | Kany García           |
| 2         | Maluma           | Fanny Lu        | Andrés Cepeda         |
| 2         | Pipe Bueno       | Gusi            | Diego Torres          |
| 3         | Sebastián Yatra  | Fanny Lu        | Andrés Cepeda         |
| 3         | Yuri             |                 |                       |
| 4         | Sebastián Yatra  | Fanny Lu        | Andrés Cepeda         |
| 4         | Piso 21          |                 |                       |
| 5         | Jesús Navarro    | Natalia Jiménez | Andrés Cepeda         |
| 5         | Ventino          | Yeison Jiménez  | Axel                  |
| 6         | Nacho            | Kany García     | Andrés Cepeda         |
| 6         | Cali & El Dandee | Arelys Henao    | Alejandro Santa María |
| 7         | Aleks Syntek     | Greeicy         | Andrés Cepeda         |
| 7         | Catalina García  | Mike Bahía      | Samo                  |

### Tercera temporada (2018)
| Nombre          | Edad    | Descripción                                | Estilo musical                    | Asesores |
| --------------- | ------- | ------------------------------------------ | --------------------------------- | -------- |
| Sebastian Yatra | 30 años | Cantante Urbano.                           | Reguetón, trap latino, pop latino | Yuri     |
| Fanny Lu        | 52 años | Actriz, cantante y compositora colombiana. | Pop latino                        | Yuri     |
| Andrés Cepeda   | 51 años | Cantante y compositor colombiano.          | Pop latino, Rock latino, Bolero   | Yuri     |

### Cuarta temporada (2019)
| Nombre          | Edad    | Descripción                                | Estilo musical                    | Asesores |
| --------------- | ------- | ------------------------------------------ | --------------------------------- | -------- |
| Sebastian Yatra | 30 años | Cantante Urbano Internacional colombiano.  | Reguetón, trap latino, pop latino | Piso 21  |
| Fanny Lu        | 52 años | Actriz, cantante y compositora colombiana. | Pop latino                        | Piso 21  |
| Andrés Cepeda   | 51 años | Cantante y compositor colombiano.          | Pop latino, Rock latino, Bolero   | Piso 21  |

### Quinta temporada (2021)
| Nombre          | Edad    | Descripción                          | Estilo musical                  | Asesores       |
| --------------- | ------- | ------------------------------------ | ------------------------------- | -------------- |
| Jesús Navarro   | 38 años | Cantante Pop Internacional mexicano. | Pop latino                      | Ventino        |
| Natalia Jiménez | 43 años | Estrella Pop Internacional española. | Pop latino                      | Yeison Jiménez |
| Andrés Cepeda   | 51 años | Cantante y compositor colombiano.    | Pop latino, Rock latino, Bolero | Axel           |

### Sexta temporada (2022)
| Nombre        | Edad    | Descripción                                | Estilo musical                  | Asesores              |
| ------------- | ------- | ------------------------------------------ | ------------------------------- | --------------------- |
| Nacho         | 41 años | Cantante Urbano Internacional Venezolano.  | Pop latino                      | Cali & El Dandee      |
| Kany García   | 42 años | Estrella Pop Internacional Puertorriqueña. | Pop latino                      | Arelys Henao          |
| Andrés Cepeda | 51 años | Cantante y compositor Colombiano.          | Pop latino, Rock latino, Bolero | Alejandro Santa María |

### Séptima temporada (2024)
| Nombre        | Edad    | Descripción                       | Estilo musical                  | Asesores        |
| ------------- | ------- | --------------------------------- | ------------------------------- | --------------- |
| Aleks Syntek  | 55 años | Cantante pop Mexicano.            | Pop latino                      | Catalina García |
| Greeicy       | 32 años | Actriz y Cantante Colombiana.     | Reggaetón, Pop latino, Bachata  | Mike Bahia      |
| Andrés Cepeda | 51 años | Cantante y compositor colombiano. | Pop latino, Rock latino, Bolero | Samo            |

## Etapas

### Etapa 1: Las Audiciones a Ciegas
Esta es la primera etapa los tres entrenadores estarán de espaldas a los concursantes y se guiarán únicamente por su voz. Si la voz del concursante conquista al entrenador, este oprime un botón que hará girar la silla en la que el experto se encuentra y quedará de frente al participante. De esta manera demostrará que desea que este participante forme parte de su equipo. Si más de un entrenador oprime el botón, el participante tendrá la opción de decidir con cual de los entrenadores quiere entrenarse en esta competencia; pero si un entrenador es el único que oprime el botón, automáticamente, el concursante se va a su equipo. Si ninguno de los entrenadores oprime el botón, significa que el participante no ha sido seleccionado.

### Etapa 2: Las Batallas
Los niños seleccionados en las Audiciones a ciegas, se enfrentarán entre ellos por un puesto para continuar en la siguiente etapa del concurso. Se presentan 3 participantes del mismo equipo y sólo uno avanzará a la siguiente etapa. Cada entrenador inicia con un equipo conformado por 27 participantes y al final deberá tener sólo 9.

### Etapa 3: Las Superbatallas
Los equipos se reducirán nuevamente, cada entrenador deberá organizar 3 batallas de 3 participantes cada una. Cada entrenador escoge a 3 participantes de su equipo para que se enfrenten entre ellos. A cada niño se le asignará una canción diferente. El entrenador deberá elegir 1 participante para avanzar a la siguiente fase.

### Etapa 4: Los Rescates
Los participantes eliminados en la ronda de las Súper Batallas, tienen la oportunidad de obtener un cupo para regresar a la competencia. Cada niño se presentará ante el jurado con una canción de libre elección. Al final, 6 concursantes ingresarán nuevamente y tendrán la posibilidad de elegir el entrenador con el que quieran ir. Esta etapa fue introducida en la segunda temporada. La temporada 5 no contó con rescates, los ganadores de las superbatallas pasaron directamente a la semifinal.

### Etapa 5: Shows en vivo
Cada entrenador llegará con 5 participantes a los Shows en vivo y saldrá un concursante diario hasta que queden los tres finalistas que se disputarán la final. A partir de la temporada 5 no tuvo shows en vivo.

## Producción
El formato que se venia presentando cambió drásticamente para la quinta temporada, debido a que todas las etapas se caracterizaron por ser de eliminación directa. Se preseleccionaron 81 participantes en las audiciones a ciegas (27 por equipo), los cuales se enfrentaron en grupos de a 3 en batallas, de estas batallas, salieron 27 ganadores (9 por equipo) que se enfrentaron nuevamente en grupos de a 3 en superbatallas, de las cuales salieron 9 ganadores (3 por equipo) que pasaron directamente a la semifinal (los concursantes eliminados en las superbatallas no tuvieron oportunidad de rescate). Los 3 semifinalistas de cada equipo se enfrentaron entre sí y cada uno de los jurados escogió un finalista y entre estos 3 concursantes salió el ganador. No hubo shows en vivo y en las batallas-superbatallas-semifinal solo se vio un acompañante por concursante. Todos estos cambios en el formato se presume que se pudieron deber a la pandemia por COVID-19.
En la sexta temporada, transmitida en el año 2022, se implementó el llamado Bloqueo, el cual consistía en que cada jurado del programa podía bloquear a otro jurado en las audiciones a ciegas dado que en cada silla además del botón principal, había otros 2 botones adicionales, siendo esa temporada la única en que se usó este mecanismo.

## Finalistas por temporadas
– Equipo ganador. El ganador de la temporada está en negrita y subrayado.
     – Equipo en segundo lugar. Finalista aparece primero en la lista y en negrita.
     – Equipo en tercer lugar. Finalista aparece primero en la lista y en negrita.
| Temporadas | Jueces / Entrenadores | Jueces / Entrenadores | Jueces / Entrenadores |
| Temporadas | Andrés Cepeda | Maluma | Fanny Lu |
| ---------- | --- | --- | --- |
| 1          | - Melissa Anaya - - Adrián Londoño - - Fabio Trillos - - Daniela Arredondo - - Natalia Bedoya - - Andrés Betancurt - - Santiago Bonilla - - David Peña - - Miguel Reyes                                               | - Ivanna García - - Juan Sebastian Serna - - Luis Giraldo - - María Fernanda Herrera - - Jessica Angulo - - Óscar Chalán - - Valeria Góez - - Matthew Moreno - - Esmeralda Gil                                                               | - Tatiana Cañizares "La Baby Flow" - - Helen Saray Villegas - - Isabella Ruiz - - Magdalena Van Eps - - Sara Ramírez - - Melissa Cáceres "Chikita Soul" - - Carolina Cruz - - Cristian Ordóñez - - Juan José Jiménez                              |
| 2          | - Luis Mario Torres - - Ana Karina Sáenz - - Juan Carlos Hernández - - Santiago Torres - - Simón Aguilar - - Diego Alejandro García - - Diana Valentina Fernández - - Laura Velázquez - - Ferlem Méndez               | - Ana Rosales "Caramelo" - - Juan Andrés Orozco - - Gabriela Parra - - María Fernanda Cardona - - Mía Sánchez - - Juan David Aparicio - - Daniela Sánchez - - Keyla Rivera - - María Alejandra Ramírez                                       | - Camilo Martínez - - Lenni y Daniel Algarra - - César Augusto Zuluaga - - Zharick Sarmiento - - Juan José Figueroa - - Mariana Gómez - - Nicolás Hernández - - María de los Ángeles Márquez - - Ana Sofía Londoño                                |
|            | Andrés Cepeda | Sebastián Yatra | Fanny Lu |
| 3          | - Carlos Mario Castro - - Santiago Santos - - Chevy de León - - Julieth "La Carranguerita" - - Tomás García - - Mar Ocampo - - Mario Alejandro Rodríguez - - Juan José Rey - - Saray Sofía Ardila                     | - Juan Sebastián Laverde - - Robert Farid Loaiza - - David Alejandro Tarapues - - María Juliana López "Giuliana" - - Víctor Swing - - María Camila Cajiao - - Montserrat Van Eps - - Ana Sofía "Nana" - - Juan David Ortega                  | - Jorge Nasra - - Brayan Rodríguez - - Majo "Azuquitar" - - Steven Lucas Padilla - - Camila Esparza - - Jhon Alan Borda - - Mariana Ramírez - - Mariángeles Viloria - - Danna Marcela Vidal                                                       |
| 4          | - Anabelle Campaña - - Alexandra Luque - - Angie Vannesa Ortega - - Isabella Danies - - Nataly Martínez - - Melissa Murillo - - Natalia Madariaga - - María José López "Majo" - - Simón García                        | - Samuel David "Leumas" - - Jaziel Sharim Ruiz Colon - - Daniel Ortega - - Luis Ángel Maldonado - - Juan David Rueda - - Lukas Kaskas - - Pipe Prado - - Ana Sofía Trejos - - Isabela Camacho                                                | - Maite Montenegro - - Luisa María Vásquez "Celeste" - - Valentina Paola Parra - - Sarah Lucía Prieto - - Katerin Muñoz - - Sara Marcela Ortega - - Juan Esteban Mendoza - - Angie Daniela Serna - - Damar Guerrero                               |
|            | Andrés Cepeda | Jesús Navarro | Natalia Jiménez |
| 5          | - Josué Salazar - - Frailyn Chaverra - - Stefanía Linares "Tefy" - - Laura Sofía Rosas - - Juan Pablo Eraso - - Camilo Vargas - - Darwin Arias - - Jesús Adrián Parra - - Samuel Cuervo "Milagrito"                   | - Brayan D. - - María Camila Campo - - Danna Carolina Parra - - Allegra - - Sneider Navarro - - Isabella Villamil - - Leyder Esteban Marín - - Samuel Chávez - - Hostin Ciro                                                                 | - María Liz Patiño - - Shaireth Rosado - - Angelyn Vergara - - Mía Cortés - - Alan David Bueno - - Valeria Pérez - - María Laura Colorado - - Paola Andrea Manrique - - Dylan Daniel Bustos                                                       |
|            | Andrés Cepeda | Nacho | Kany García |
| 6          | - Diana Camila Estupiñán Anchico - - José Alejandro Isandará - - Jean Simón - - Luisa Camila Zúñiga Aguilera "Jade" - - Sahian Maria - - Ángel Santiago - - Emanuel Caicedo - - Tamara Gordon - - Sara Castro Fuentes | - Sky Cuellar - - Adriel Santiago - - Sebas y Alex Marchán - - Sofia Isabel Arévalo - - Omar David Marcano Peña - - Diego Alejandro Zárate Gutiérrez - - Paloma Serrano Caceres - - Maria Celeste Barrero Parra - - Sol Ángel Alvarado Nossa | - Nicolás Monroy - - Simón Cifuentes - - Maite Contreras - - Laura Sofia "Lauren" - - Marie Julieta Hernandez Pastas y Ángela Isabela Burbano Lucero "Luz De Luna" - - Emmanuel Montes - - Mathías Naranjo - - Manuel José Leal - - Manuela Gómez |
|            | Andrés Cepeda | Greeicy | Aleks Syntek |
| 7          | - Carranga Kids - - Ernesto Hernández - - Guillermo Antonio Suárez - - Fabián Alejandro Rodríguez - - Sebastian Isaac Jiménez Figueroa - - Miguel Ángel Figueroa Muñoz                                                | - Emiliana Pérez "La Criollita" - - Danna Michel González - - Isabella Velásquez - - Shaira Nieves - - Daniel José Galvis - - Nehemias Camaño                                                                                                | - Matias Augusto Hernández Olarte - - Juanita Botero Vallejo - - José Alejandro Rodríguez Peñaranda - - Helen de Los Ángeles - - Matias Gaviria - - Ashley Valentina Arenas                                                                       |

Notas
1. ↑  Fue trasladado al grupo de Maluma.
2. ↑  Fue trasladado al grupo de Fanny Lu.
3. 1 2 3  Participante original del grupo de Fanny Lu.
4. 1 2  Participante original del grupo de Andrés Cepeda.
5. 1 2  Participante original del grupo de Sebastián Yatra.

En la final de la temporada 5 únicamente se anunció el ganador sin especificar porcentajes de votación, por esta razón, nunca se supo quien quedó en segundo y tercer lugar respectivamente, dado que a partir de esa temporada las finales son pregrabadas.

## Resumen
Equipo Cepeda
     Equipo Fanny
     Equipo Maluma
      Equipo Yatra
      Equipo Jesús
      Equipo Natalia
      Equipo Nacho
      Equipo Kany
      Equipo Greeicy
      Equipo Syntek
| Temporada | Estreno                  | Final                    | Ganador                | Segundo Lugar       | Tercer Lugar   | Cuarto Lugar | Coach Ganador   | Presentador       | Backstage    | Coaches (Orden de las Sillas) | Coaches (Orden de las Sillas) | Coaches (Orden de las Sillas) |
| Temporada | Estreno                  | Final                    | Ganador                | Segundo Lugar       | Tercer Lugar   | Cuarto Lugar | Coach Ganador   | Presentador       | Backstage    | 1                             | 2                             | 3                             |
| --------- | ------------------------ | ------------------------ | ---------------------- | ------------------- | -------------- | ------------ | --------------- | ----------------- | ------------ | ----------------------------- | ----------------------------- | ----------------------------- |
| 1         | 23 de septiembre de 2014 | 25 de noviembre de 2014  | Ivanna García          | Tatiana "Baby Flow" | Melissa Anaya  | N/A          | Maluma          | Alejandro Palacio | Linda Palma  | Maluma                        | Fanny                         | Cepeda                        |
| 2         | 29 de septiembre de 2015 | 16 de diciembre de 2015  | Luis Mario Torres      | Camilo Martínez     | Ana Rosales    | N/A          | Andrés Cepeda   | Alejandro Palacio | Linda Palma  | Maluma                        | Fanny                         | Cepeda                        |
| 3         | 27 de febrero de 2018    | 18 de mayo de 2018       | Juan Sebastián Laverde | Carlos Mario Castro | Jorge Nasra    | N/A          | Sebastián Yatra | Alejandro Palacio | Laura Tobón  | Yatra                         | Fanny                         | Cepeda                        |
| 4         | 25 de febrero de 2019    | 17 de mayo de 2019       | Anabelle Campaña       | Maite Montenegro    | Samuel David   | N/A          | Andrés Cepeda   | Alejandro Palacio | Laura Tobón  | Yatra                         | Fanny                         | Cepeda                        |
| 5         | 21 de julio de 2021      | 17 de septiembre de 2021 | Maria Liz Patiño       | Josué Salazar       | Brayan D.      | N/A          | Natalia Jiménez | Laura Acuña       | Laura Tobón  | Jesús                         | Natalia                       | Cepeda                        |
| 6         | 18 de julio de 2022      | 12 de septiembre de 2022 | Diana Camila           | Sky Cuellar         | Nicolás Monroy | N/A          | Andrés Cepeda   | Laura Acuña       | Iván Lalinde | Nacho                         | Kany                          | Cepeda                        |
| 7         | 9 de enero de 2024       | 22 de marzo de 2024      | Carranga Kids          | Matias Hernandez    | Emiliana Pérez | N/A          | Andrés Cepeda   | Laura Tobón       | Iván Lalinde | Syntek                        | Greeicy                       | Cepeda                        |

## Temporadas
| Temporada | Temporada | Episodios | Colombia                 | Colombia                 |
| Temporada | Temporada | Episodios | Comienzo                 | Final                    |
| --------- | --------- | --------- | ------------------------ | ------------------------ |
|           | 1         | 33        | 23 de septiembre de 2014 | 25 de noviembre de 2014  |
|           | 2         | 46        | 29 de septiembre de 2015 | 16 de diciembre de 2015  |
|           | 3         | 47        | 27 de febrero de 2018    | 18 de mayo de 2018       |
|           | 4         | 50        | 25 de febrero de 2019    | 17 de mayo de 2019       |
|           | 5         | 40        | 21 de julio de 2021      | 17 de septiembre de 2021 |
|           | 6         | 37        | 18 de julio de 2022      | 12 de septiembre de 2022 |
|           | 7         | 54        | 9 de enero de 2024       | 22 de marzo de 2024      |

## Premios y nominaciones

### Premios India Catalina
| Año  | Categoría                                                   | Nominado                            | Resultado |
| ---- | ----------------------------------------------------------- | ----------------------------------- | --------- |
| 2022 | Mejor programa infantil y/o juvenil                         | Mejor programa infantil y/o juvenil | Ganador   |
| 2020 | Mejor programa infantil y/o juvenil                         | Mejor programa infantil y/o juvenil | Ganador   |
| 2019 | Mejor programa infantil y/o juvenil                         | Mejor programa infantil y/o juvenil | Ganador   |
| 2019 | Mejor talento infantil de la industria audiovisual nacional | Juanse Laverde                      | Ganador   |
| 2016 | Mejor programa reality o concurso                           | Mejor programa reality o concurso   | Ganador   |
| 2015 | Mejor programa reality o concurso                           | Mejor programa reality o concurso   | Ganador   |

### Premios TVyNovelas
| Año  | Categoría                                         | Presentador/Jurado       | Resultado |
| ---- | ------------------------------------------------- | ------------------------ | --------- |
| 2018 | Mejor reality o concurso                          | Mejor reality o concurso | Nominado  |
| 2018 | Mejor presentador/presentadora de entretenimiento | Laura Tobón              | Ganadora  |
| 2016 | Mejor reality o concurso                          | Mejor reality o concurso | Ganador   |
| 2016 | Mejor jurado favorito                             | Andrés Cepeda            | Ganador   |
| 2016 | Mejor jurado favorito                             | Maluma                   | Nominado  |
| 2016 | Mejor jurado favorito                             | Fanny Lu                 | Nominada  |
| 2015 | Mejor reality o concurso                          | Mejor reality o concurso | Ganador   |
| 2015 | Mejor jurado favorito                             | Maluma                   | Ganador   |
| 2015 | Mejor jurado favorito                             | Fanny Lu                 | Nominada  |
| 2015 | Mejor jurado favorito                             | Andrés Cepeda            | Nominado  |
| 2015 | Mejor presentador/presentadora de entretenimiento | Alejandro Palacio        | Nominado  |

### Premios Talento Caracol
| Año  | Categoría                             | Presentador              | Resultado |
| ---- | ------------------------------------- | ------------------------ | --------- |
| 2015 | Mejor Reality o Concurso              | Mejor Reality o Concurso | Ganador   |
| 2015 | Mejor Presentadora de Entretenimiento | Linda Palma              | Ganadora  |
| 2015 | Mejor Presentador de Entretenimiento  | Alejandro Palacio        | Ganador   |

### Kids Choice Awards
| Año  | Categoría                   | Resultado |
| ---- | --------------------------- | --------- |
| 2016 | Reality o Concurso favorito | Ganador   |
| 2015 | Reality o Concurso favorito | Nominado  |